# Neotonchus chamberlaini
Neotonchus chamberlaini is een rondwormensoort uit de familie van de Neotonchidae. De wetenschappelijke naam van de soort is voor het eerst geldig gepubliceerd in 1966 door Wieser en Hopper.